# Thames Clippers

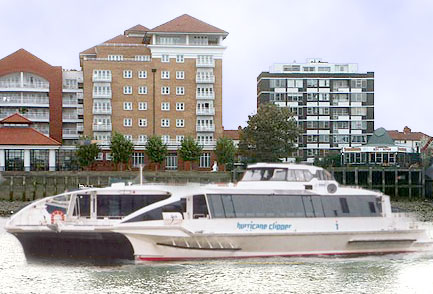
Ein Thames Clippers

Thames Clippers ist ein regelmäßiger Bootdienst auf der Themse in London, der das Zentrum von London mit den Docklands verbindet. Zum Einsatz kommen 25 bzw. 28 Knoten schnelle Katamaranfähren. Die Verbindungen werden auch als River Bus vermarktet.

## Fahrtrouten
Thames Clippers betreibt fünf Routen:
- Commuter Route: Verbindung zwischen Savoy Pier im Londoner Westend nach Greenwich und Royal Arsenal, über London Bridge, Canary Wharf und Greenland Pier (in Surrey Quays).
- Tate to Tate („Tourist Route“): Direkte Verbindung zwischen den Museen Tate Britain und Tate Modern.
- Hilton-Service: Fährdienst zwischen Canary Wharf und dem Docklands Hilton Hotel in Rotherhithe/Surrey Quays

In den Sommermonaten verkehren Thames Clippers auch zwischen dem London Eye und dem Tower of London.

## Stationen
- Embankment Pier nahe Embankment Underground Station
- London Eye Pier nahe Bahnhof London Waterloo
- Blackfriars Millennium Pier
- Bankside Pier
- London Bridge City Pier
- Tower Millennium Pier
- Canary Wharf Pier
- Greenland Dock Pier
- Masthouse Terrace Pier
- Greenwich Pier
- North Greenwich Pier
- Royal Wharf
- Woolwich Arsenal Pier

## Preise
Thames Clippers ist nicht direkt Teil von Transport for London und erhebt unabhängig eigene Fahrpreise. Allerdings gewährt Thames Clippers Inhabern von Travelcards (Tages-, Monats- und Wochentickets von London Transport), Oyster-Cards sowie Kindern von 5 bis 15 Jahren einen Rabatt auf den Fahrpreis. Der Fahrpreis wird dem täglichen Höchstbetrag der Oyster-Card nicht angerechnet.

## Internet
ThamesOnline bietet auf der gesamten Fahrtroute für Passagiere WLAN-Internet an.